# Speak Like a Child
Speak Like a Child je šesté sólové studiové album amerického jazzového klávesisty Herbie Hancocka. Jeho nahrávání probíhalo v březnu 1968 v Van Gelder Studio v Englewood Cliffs v New Jersey. Album pak vyšlo v roce 1968 u vydavatelství Blue Note Records a jeho producentem byl Duke Pearson.

## Seznam skladeb
| Pořadí         | Název                | Autor          | Délka |
| -------------- | -------------------- | -------------- | ----- |
| 1.             | Riot                 | Hancock        | 4:40  |
| 2.             | Speak Like a Child   | Hancock        | 7:50  |
| 3.             | First Trip           | Carter         | 6:01  |
| 4.             | Toys                 | Hancock        | 5:52  |
| 5.             | Goodbye to Childhood | Hancock        | 7:06  |
| 6.             | The Sorcerer         | Hancock        | 5:36  |
| Celková délka: | Celková délka:       | Celková délka: | 37:05 |

## Obsazení
- Herbie Hancock – klavír
- Ron Carter – kontrabas
- Mickey Roker – bicí
- Jerry Dodgion – altflétna
- Thad Jones – křídlovka
- Peter Phillips – baspozoun